# آرنالدو پامبیانکو
آرنالدو پامبیانکو (زادهٔ ۱۶ اوت ۱۹۳۵) رکابزن حرفه‌ای سابق اهل ایتالیا است که در رشتهٔ دوچرخه‌سواری جاده فعالیت می‌کرد. او توانست در سال ۱۹۶۱ برندهٔ جیرو دیتالیا شود.

## فعالیت حرفه‌ای
پامبیانکو در برتینورو زاده شد و در المپیک ۱۹۵۶ ملبورن عضو تیم دوچرخه‌سواری ایتالیا بود. او در مسابقهٔ جاده رتبهٔ هفتم انفرادی و رتبهٔ چهارم تیمی را به دست آورد. در سال ۱۹۵۷ نیز در وارخم نایب قهرمان مسابقهٔ استقامت جادهٔ رکابزنان آماتور شد. در آغاز اکتبر همان سال، حرفه‌ای شد و به تیم لنیانو پیوست.
در سال ۱۹۵۸ برای نخستین بار در جیرو دیتالیا شرکت کرد و در یک مرحله، دوم شد. در سال ۱۹۶۰ برندهٔ میلان–تورین شد و جیرو دیتالیا و تور دو فرانس را با رتبهٔ هفتم به پایان رساند.
در جیرو دیتالیای ۱۹۶۱ پامبیانکو از ابتدای مسابقه جزء ده نفر نخست بود. در مرحلهٔ چهاردهم عضو گروه هفت نفره‌ای بود که صد ثانیه سریع‌تر از گروه اصلی به خط پایان رسید و پامبیانکو با برتری ۲۴ ثانیه‌ای نسبت به ژاک آنکتیل پیراهن صورتی را به دست آورد. در مرحلهٔ بیستم نیز پس از شارلی گاول از خط پایان گذشت و برتری خود را به نزدیک چهار دقیقه افزایش داد. در پایان، پامبیانکو بدون پیروزی مرحله‌ای، قهرمان جیرو دیتالیا شد.
پامبیانکو در سال ۱۹۶۳ برندهٔ تور ساردنی و یک مرحلهٔ جیرو دیتالیا شد. در سال ۱۹۶۴ نیز فاتح برابانتسه پایل شد که آخرین پیروزی مهم او بود. پامبیانکو در سال ۱۹۶۶ بازنشسته شد.

## نتایج در گرند تورها
| گرند تور       | ۱۹۵۸ | ۱۹۵۹   | ۱۹۶۰ | ۱۹۶۱ | ۱۹۶۲   | ۱۹۶۳ | ۱۹۶۴ | ۱۹۶۵ | ۱۹۶۶ |
| -------------- | ---- | ------ | ---- | ---- | ------ | ---- | ---- | ---- | ---- |
| جیرو دیتالیا   | ۲۷   | ناتمام | ۷    | ۱    | ناتمام | ۱۳   | ۱۳   | ۱۹   | ۳۵   |
| تور دو فرانس   | —    | —      | ۷    | —    | ۲۵     | —    | ۲۱   | ۱۹   | —    |
| ووئلتا اسپانیا | —    | —      | —    | —    | —      | —    | —    | —    | —    |